# Guglielmo di Sassonia-Weimar
Guglielmo di Sassonia-Weimar (Altenburg, 11 aprile 1598 – Weimar, 17 maggio 1662) fu duca di Sassonia-Weimar.
Egli era il quinto (il terzo sopravvissuto) dei figli del duca Giovanni di Sassonia-Weimar (1570 – 1605) e di Dorotea Maria di Anhalt (1574 – 1617).

## Biografia
Come i suoi fratelli Giovanni Ernesto e Federico, Guglielmo studiò all'Università di Jena. Successivamente accompagnò i fratelli nel loro tour di studi in Europa, che ebbe inizio nell'agosto del 1613 e si svolse in Francia, in Gran Bretagna e nei Paesi Bassi, per fare ritorno a casa nel 1614.
Alcuni anni dopo, il 24 agosto 1617, durante i funerali della madre, Guglielmo contribuì alla fondazione della Societas fructifera; nel 1651 egli divenne il secondo presidente della società.
Nel 1620 divenne reggente per conto del fratello maggiore, poiché quest'ultimo era stato soggetto a bando imperiale per essersi rifiutato di sottomettersi all'Imperatore. Alla di lui morte, nel 1626, Guglielmo assunse il titolo di duca di Sassonia-Weimar.
All'età di 23 anni, con alcuni amici, divenne membro dell'Ordine della Stabilità. Negli anni 1622 e 1623, creò una federazione patriottica, la Deutsche Friedbund, che si preoccupava di garantire agli stati tedeschi la libertà di culto. Questa associazione venne sostenuta finanziariamente dallo zio materno, il principe Luigi I di Anhalt-Köthen.
In questo periodo Guglielmo seguì i fratelli nella Crociate Hussita. Egli prestò servizio presso Pietro Ernesto II di Mansfeld e Giovanni Federico, margravio di Baden-Durlach. Successivamente venne promosso al servizio presso Cristiano di Halberstadt.
Quando fu divisa l'eredità paterna, nel 1640, Guglielmo ottenne Weimar e Jena, mentre suo fratello minore Alberto ricevette Eisenach. Nel 1644 Alberto morì senza lasciare eredi e Guglielmo assunse il controllo dell'intera eredità.
Il re Gustavo II Adolfo di Svezia fu l'artefice della rapida ascesa militare di Guglielmo di Sassonia-Weimar. Ma alla morte del re, il conte Axel Oxenstierna lo ritenne inappropriato come comandante generale. Questo contribuì a firmare la Pace di Praga del 1635.
Quando il 7 gennaio 1650 il principe Ludovico I di Anhalt-Köthen morì, i membri della Societas fructifera elessero Guglielmo quale suo successore a capo della società. A differenza del suo successore, ebbe più che altro funzioni di rappresentanza.

## Matrimonio e discendenti
Il 23 maggio 1625, a Weimar, Guglielmo sposò Eleonora Dorotea di Anhalt-Dessau, dalla quale ebbe nove figli:
- Guglielmo (Weimar, 26 marzo 1626 - Weimar, 1º novembre 1626);
- Giovanni Ernesto II di Sassonia-Weimar (Weimar, 11 settembre 1627 -Weimar, 15 maggio 1683);
- Giovanni Guglielmo (Weimar, 16 agosto 1630 - Weimar, 16 maggio 1639) ;
- Adolfo Guglielmo di Sassonia-Eisenach (Weimar, 14 maggio 1632 - Eisenach, 22 novembre 1668);
- Giovanni Giorgio I Duca di Sassonia-Marksuhl, successivamente di Sassonia-Eisenach (Weimar, 12 luglio 1634 - 19 settembre 1686)[1];
- Guglielmina Eleonora (Weimar, 7 giugno 1636 - Weimar, 1º aprile 1653);
- Bernardo II di Sassonia-Jena (Weimar, 14 ottobre 1638 - Jena, 3 maggio 1678);
- Federico (Weimar, 19 marzo 1640 - Weimar, 19 agosto 1656);
- Dorotea Maria (Weimar, 14 ottobre 1641 - Moritzburg, 11 giugno 1675), che il 3 luglio 1656 sposò Maurizio, Duca di Sassonia-Zeitz.

## Ascendenza
|                                        |                              |                                   | Genitori                           |  |  | Nonni |  |  | Bisnonni                        |  |  | Trisnonni            |  |
|                                        |                              |                                   |                                    |  |  |       |  |  | Giovanni Federico I di Sassonia |  |  | Giovanni di Sassonia |  |
|                                        |                              |                                   |                                    |  |  |       |  |  | Giovanni Federico I di Sassonia |  |  | Giovanni di Sassonia |  |
|                                        |                              | Sofia di Mecleburgo-Schwerin      |                                    |  |  |       |  |  | Giovanni Federico I di Sassonia |  |  |                      |  |
| Giovanni Guglielmo di Sassonia-Weimar  |                              |                                   |                                    |  |  |       |  |  | Giovanni Federico I di Sassonia |  |  |                      |  |
|                                        |                              | Sibilla di Jülich-Kleve-Berg      | Giovanni III di Kleve              |  |  |       |  |  |                                 |  |  |                      |  |
|                                        |                              | Sibilla di Jülich-Kleve-Berg      | Giovanni III di Kleve              |  |  |       |  |  |                                 |  |  |                      |  |
|                                        |                              | Sibilla di Jülich-Kleve-Berg      | Maria di Jülich-Berg               |  |  |       |  |  |                                 |  |  |                      |  |
| Giovanni di Sassonia-Weimar            |                              | Sibilla di Jülich-Kleve-Berg      |                                    |  |  |       |  |  |                                 |  |  |                      |  |
|                                        |                              | Federico III del Palatinato       | Giovanni II del Palatinato-Simmern |  |  |       |  |  |                                 |  |  |                      |  |
|                                        |                              | Federico III del Palatinato       | Giovanni II del Palatinato-Simmern |  |  |       |  |  |                                 |  |  |                      |  |
|                                        |                              | Federico III del Palatinato       | Beatrice di Baden                  |  |  |       |  |  |                                 |  |  |                      |  |
| Dorotea Susanna di Wittelsbach-Simmern |                              | Federico III del Palatinato       |                                    |  |  |       |  |  |                                 |  |  |                      |  |
|                                        |                              | Maria di Brandeburgo-Bayreuth     | Casimiro di Brandeburgo-Bayreuth   |  |  |       |  |  |                                 |  |  |                      |  |
|                                        |                              | Maria di Brandeburgo-Bayreuth     | Casimiro di Brandeburgo-Bayreuth   |  |  |       |  |  |                                 |  |  |                      |  |
|                                        |                              | Maria di Brandeburgo-Bayreuth     | Susanna di Baviera                 |  |  |       |  |  |                                 |  |  |                      |  |
| Guglielmo di Sassonia-Weimar           |                              | Maria di Brandeburgo-Bayreuth     |                                    |  |  |       |  |  |                                 |  |  |                      |  |
|                                        | Giovanni IV di Anhalt-Zerbst | Ernesto di Anhalt-Zerbst          |                                    |  |  |       |  |  |                                 |  |  |                      |  |
|                                        | Giovanni IV di Anhalt-Zerbst | Ernesto di Anhalt-Zerbst          |                                    |  |  |       |  |  |                                 |  |  |                      |  |
|                                        | Giovanni IV di Anhalt-Zerbst | Margherita di Münsterberg         |                                    |  |  |       |  |  |                                 |  |  |                      |  |
| Gioacchino Ernesto di Anhalt           | Giovanni IV di Anhalt-Zerbst |                                   |                                    |  |  |       |  |  |                                 |  |  |                      |  |
|                                        |                              | Margherita di Brandeburgo         | Gioacchino I di Brandeburgo        |  |  |       |  |  |                                 |  |  |                      |  |
|                                        |                              | Margherita di Brandeburgo         | Gioacchino I di Brandeburgo        |  |  |       |  |  |                                 |  |  |                      |  |
|                                        |                              | Margherita di Brandeburgo         | Elisabetta di Danimarca            |  |  |       |  |  |                                 |  |  |                      |  |
| Dorotea Maria di Anhalt                |                              | Margherita di Brandeburgo         |                                    |  |  |       |  |  |                                 |  |  |                      |  |
|                                        |                              | Cristoforo di Württemberg         | Ulrico di Württemberg              |  |  |       |  |  |                                 |  |  |                      |  |
|                                        |                              | Cristoforo di Württemberg         | Ulrico di Württemberg              |  |  |       |  |  |                                 |  |  |                      |  |
|                                        |                              | Cristoforo di Württemberg         | Sabina di Baviera                  |  |  |       |  |  |                                 |  |  |                      |  |
| Eleonora di Württemberg                |                              | Cristoforo di Württemberg         |                                    |  |  |       |  |  |                                 |  |  |                      |  |
|                                        |                              | Anna Maria di Brandeburgo-Ansbach | Giorgio di Brandeburgo-Ansbach     |  |  |       |  |  |                                 |  |  |                      |  |
|                                        |                              | Anna Maria di Brandeburgo-Ansbach | Giorgio di Brandeburgo-Ansbach     |  |  |       |  |  |                                 |  |  |                      |  |
|                                        |                              | Anna Maria di Brandeburgo-Ansbach | Edvige di Münsterberg-Oels         |  |  |       |  |  |                                 |  |  |                      |  |
|                                        |                              | Anna Maria di Brandeburgo-Ansbach |                                    |  |  |       |  |  |                                 |  |  |                      |  |